# Lucy-sur-Cure
Lucy-sur-Cure es una localidad y comuna francesa situada en la región de Borgoña, departamento de Yonne, en el distrito de Auxerre y cantón de Vermenton.

## Demografía
| 255 | 294 | 279 | 325 | 280 | 325 | 276 | 285 | 251 | 255 | 252 | 253 | 260 | 262 | 252 | 233 | 221 | 214 | 197 | 169 | 150 | 152 | 143 | 137 | 143 | 143 | 168 | 181 | 180 | 201 | 186 | 171 | 201 |
| Para los censos de 1962 a 1999 la población legal corresponde a la población sin duplicidades (Fuente: INSEE [Consultar]) |     |     |     |     |     |     |     |     |     |     |     |     |     |     |     |     |     |     |     |     |     |     |     |     |     |     |     |     |     |     |     |     |